# Сельтшен
Сельтшен (швед. Saltsjön) — фіорд Балтійського моря, що простягається від Стокгольмського архіпелагу до центральної частини Стокгольма. Його внутрішня частина сягає східного берега Гамла-стан. Є судноплавним для великих суден, через нього проходять основні поромні лінії до/з Стокгольма. Сельтшен з'єднано з озером Меларен через Норрстрем, Карл Йохансслуссен у Слюссені, а також через Гаммарбюслюссен і Гаммарбюледен.